# インドール
インドール（Indole）は、分子式 C8H7N、分子量 117.15 で、ベンゼン環とピロール環が縮合した構造をとる有機化合物である。窒素原子の孤立電子対が芳香環の形成に関与しているためインドールは塩基ではない。

## 一般的性質
インドールは室温では固体だが、大便臭を発散する。実際大便のにおいの成分にもインドールが含まれる。ところが非常に低濃度の場合は花のような香りがあり、オレンジやジャスミンなど多くの花の香りの成分でもあって、香水に使われる天然ジャスミン油は約2.5%のインドールを含む。現在では合成インドールが香水や香料に使われている。またコールタールにも含まれる。
インドールはバクテリアによってアミノ酸の1種、トリプトファンの分解産物として生産される。
インドールの構造（インドール環）はいろいろな有機化合物、特に生体物質に含まれる。この中にはトリプトファンやインドールアルカロイドなどがある。
対応する置換基はインドリル基と呼ばれる。
インドールは求電子置換反応を3位に受けやすく、インドールに置換基のついた構造はトリプトファンに由来する神経伝達物質のセロトニンやメラトニン、麦角アルカロイド（またそれをもとに合成されたLSD）など幻覚作用を示すアルカロイドに含まれる。また植物ホルモンの一種オーキシン（インドリル-3-酢酸、IAA）のほか、人工化合物では非ステロイド性抗炎症剤のインドメタシン、βブロッカーのピンドロールなどにも含まれる。
インドールの名は植物由来の染料であるインディゴ（酸化されたインドール分子2個が連結した構造をもつ）に由来する。

## 歴史

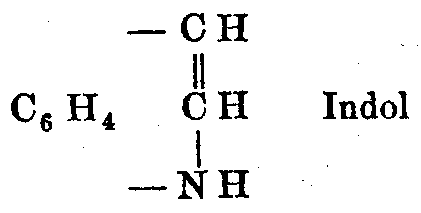
バイヤーが最初に提唱したインドールの構造（1869年）

インドールの化学は染料であるインディゴの研究から始まった。インディゴはイサチンに、続いてオキシインドールに変換できる。次に、1866年、アドルフ・フォン・バイヤーは亜鉛粉末を用いてオキシインドールをインドールに還元した。1869年、バイヤーはインドールの構造式を提唱した。
特定のインドール誘導体は19世紀末まで染料として重要であった。1930年代、トリプトファンやオーキシンと共に、多くの重要なアルカロイドにインドール母核構造が存在していることが知られるようになると、インドールに対する関心は高まり、今日でも活発な研究領域である。

## インドールの合成
インドールはコールタールの主要な成分であり、220℃から260℃の蒸留フラクションは本化合物の主な工業的供給源である。インドールおよびその誘導体は様々な方法でも合成可能である。主な工業的合成経路はアニリンを出発原料とする。
このような大規模合成では、インドール（および置換誘導体）は触媒存在下、アニリンとエチレングリコールの気相反応によって形成される。

アニリンとエチレングリコールの反応によるインドールの生成。

一般的に、反応は200℃から500℃の間で行われる。収率はおよそ60%に達する。その他のインドールの前駆体としては、ホルミルトルイジン、2-エチルアニリン、2-(2-ニトロフェニル)エタノールがあり、これらは全て環化する。多くのその他の応用可能な方法も開発されている。

### レイングルーバー・バッチョのインドール合成

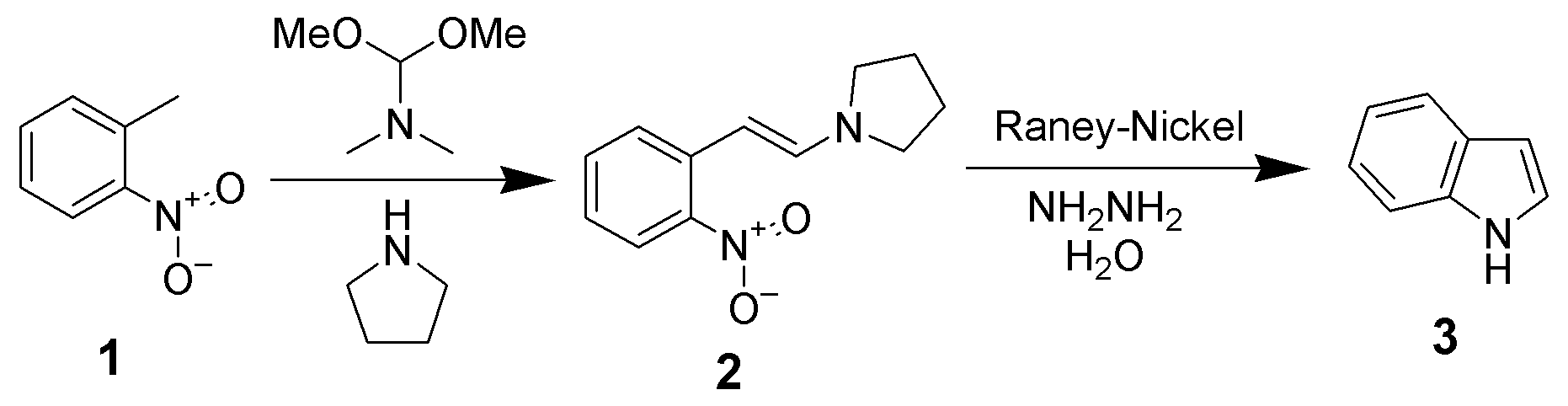
レイングルーバー・バッチョのインドール合成。

レイングルーバー・バッチョ インドール合成はインドールおよび置換インドールを合成する効率的な方法である。当初1976年に特許によって公開されたこの方法は、高収率であり置換インドールを生成できる。この方法は特に、医薬産業分野で好まれている。多くの医薬品は特異的に置換されたインドールから作られる。

### フィッシャーのインドール合成

フィッシャーのインドール合成。

フェニルヒドラジンおよびピルビン酸からのマイクロ波を用いたワンポットインドール合成。

最も古く最も信頼できる置換インドール合成法の一つは、1883年にエミール・フィッシャーによって開発されたフィッシャーのインドール合成である。フェニルヒドラジンとアセトアルデヒドを反応させて酸で処理するインドール自身の合成は、フィッシャーのインドール合成では問題があるが、この方法は2および3位に置換基を有するインドール誘導体の合成に頻繁に用いられている。フィッシャーのインドール合成を用いても、フェニルヒドラジンとピルビン酸を反応させ、その後生成したインドール-2-酢酸の脱炭酸を行うことでインドール自身を合成することができる。これは、マイクロ波照射を用いたワンポット合成でも達成されている。

### その他のインドール合成反応
- バルトリのインドール合成（英語版）
- ビシュラー・メーラウのインドール合成（英語版）
- 福山インドール合成
- ガスマンのインドール合成（英語版）
- ヘメツバーガーのインドール合成（英語版）
- ラロックのインドール合成（英語版）
- マーデルング合成（英語版）
- ネニチェスクのインドール合成
- ライセルトのインドール合成 （英語版）
- バイヤー・エマーリングのインドール合成（英語版）
- ディールス・レーゼ反応（英語版）[10][11]では、アセチレンジカルボン酸ジメチルがジフェニルヒドラジンと反応し付加体を形成する。キシレン中ではジメチルインドール-2,3-ジカルボン酸とアニリンを与える。その他の溶媒では、別の生成物が生じる（氷酢酸中ではピラゾロン、ピリジン中ではキノリン）。

## インドールの化学反応

### 塩基性
ほとんどのアミンとは異なり、インドールは塩基性ではない。結合はピロールと完全に類似している。インドールをプロトン化するには塩酸のような非常に強い酸が必要である。プロトン化インドールのpKaは−3.6である。酸性条件下での多くのインドール化合物（例えばトリプタミン）の不安定さはこのプロトン化が原因である。

### 求電子置換反応
芳香族求電子置換反応に対して最も反応性が高いインドールの位置はC-3位であり、ベンゼンよりも1013倍反応性が高い。例えば、インドールのビルスマイヤー・ハックホルミル化は、室温ではC-3位選択的に起こる。ピロール環がインドールの最も反応性の高い部分であるため、ベンゼン環部分の求電子置換反応はN-1、C-2、C-3位が置換された後にのみ起こる。

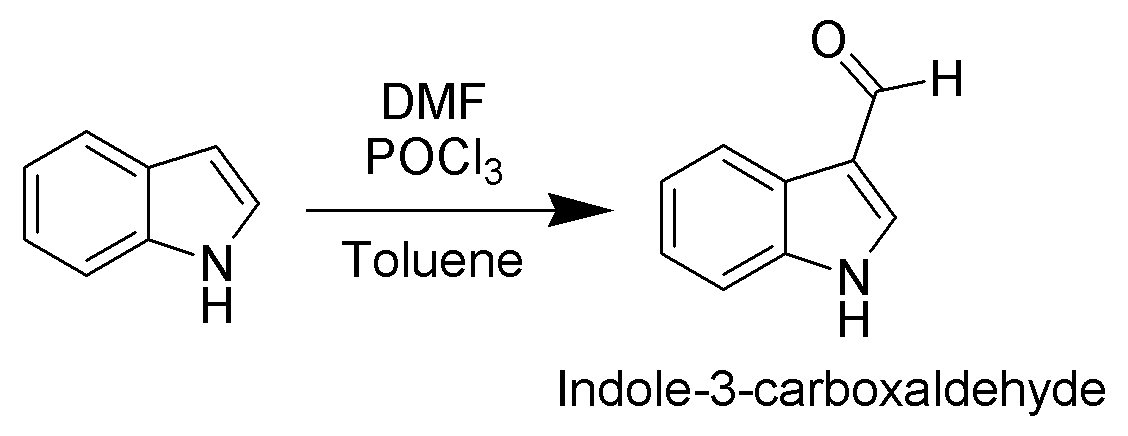
インドールのビルスマイヤー・ハックホルミル化。

有用な合成中間体であるグラミンは、インドールとジメチルアミンおよびホルムアルデヒドのマンニッヒ反応により合成される。グラミンはインドール-3-酢酸および合成トリプトファンの前駆体である。

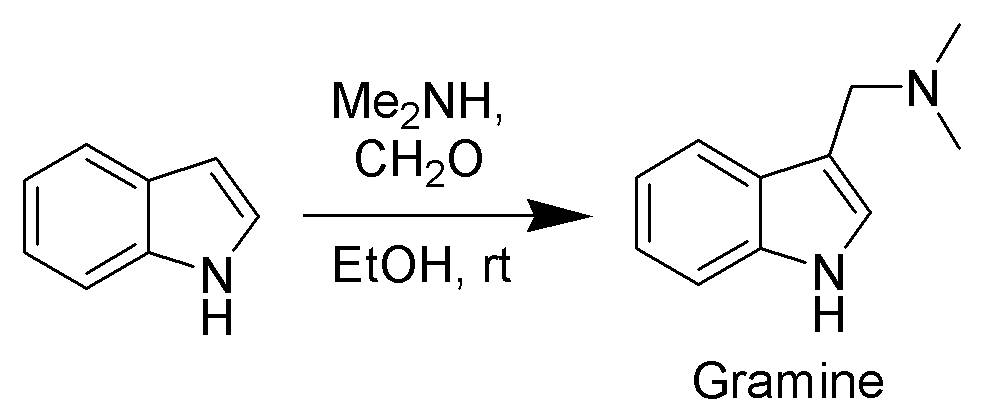
インドールからのグラミンの合成。

### 窒素-Hの酸性および有機金属インドールアニオン錯体
N-H中心のpKaはDMSO中で21であるため、水素化ナトリウムあるいはブチルリチウムといった非常に強い塩基と無水条件がインドールの完全な脱プロトン化には必要である。得られたアルカリ金属誘導体は2つの方法で反応する。よりイオン性の高いナトリウムあるいはカリウム化合物といった塩は窒素-1位で求電子剤と反応する傾向にあるが、より共有結合性の高いマグネシウム化合物（インドールグリニャール試薬）および（特に）亜鉛錯体は炭素-3位で反応する傾向にある。同様に、DMFやDMSOといった非プロトン性極性溶媒中では窒素による攻撃が起こりやすく、トルエンといった非極性溶媒中ではC-3攻撃が起こりやすい。

インドールアニオンの生成および反応。

### 炭素の酸性およびC-2リチオ化
C-2位の水素原子はインドール中でN-Hプロトンの次に酸性度が高い部分である。N-保護インドールとブチルリチウムあるいはリチウムジイソプロピルアミド (LDA) との反応では、選択的にC-2位のリチオ化が起こる。この強い求核剤は、求電子剤との反応に使うことができる。
バーグマンおよびベネマルムは無置換インドールの2位をリチオ化する技術を開発した。

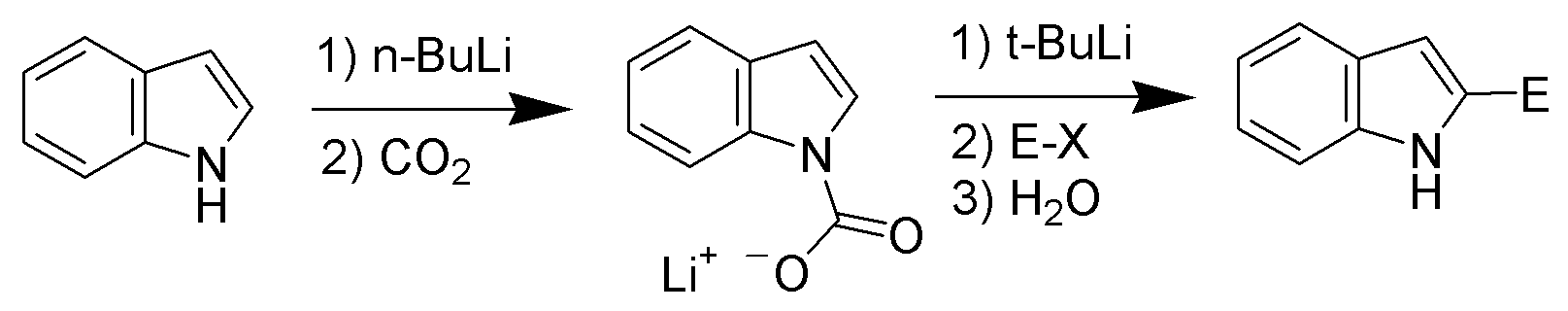
インドールの2位リチオ化。

アラン・カトリツキーも、無置換インドールの2位リチオ化の技術を開発した。

### インドールの酸化
電子豊富な性質のため、インドールは容易に酸化される。N-ブロモスクシンイミドといった単純な酸化剤はインドール (1) をオキシインドール（4および5）に選択的に酸化する。

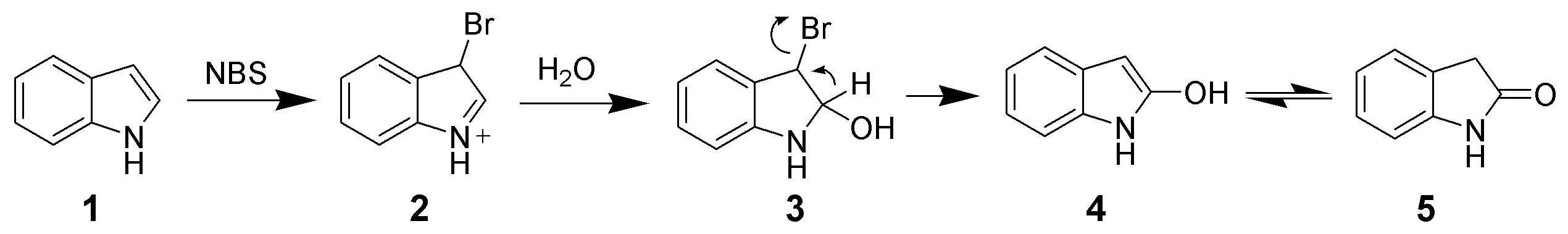
N-ブロモスクシンイミドによるインドールの酸化。

### インドールの環化付加
インドールのC-2 - C-3π結合のみが、環化付加反応を起こす。分子間環化付加反応は起こりにくく、分子内反応が大抵高収率である。例えば、Padwaらは、ストリキニーネ合成の中間体の合成のために、この種のディールス・アルダー反応を開発している。この場合、2-アミノフランがジエンであり、インドールはジエノフィルである。

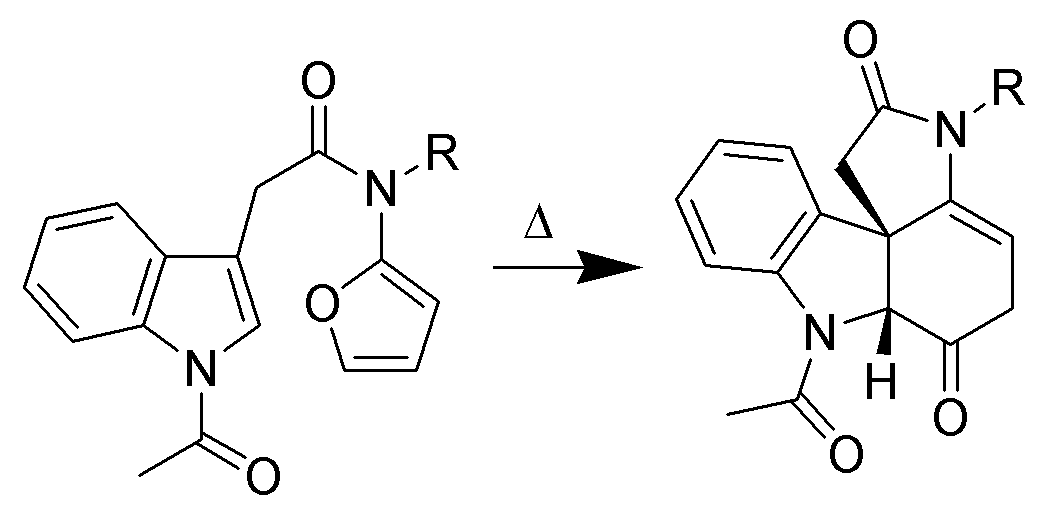
インドールの環化付加反応の例。

インドールは、分子内 [2+3] および [2+2] 環化付加反応も起こす。

## 応用
香水産業で使用される天然のジャスミン油は、およそ2.5%のインドールを含有している。1キログラムの天然オイルを得るには数百万のジャスミンを処理する必要があり、その費用はおよそ1万米ドルにも及ぶため、インドールは合成ジャスミン油の製造にも使用されている（費用は1キログラム当たりおよそ10米ドル）。

## Detection methods
細胞外インドールや環境中インドールの検出には、Salkowski、Kovács、エールリッヒ試薬による試験、HPLCなどの古典的な方法が一般的である.。細胞内インドールの検出と測定には、遺伝子組換え型インドール反応性バイオセンサーが応用できる。
1. ↑  Ehmann, Axel (1977-02-11). “The van URK-Salkowski reagent — a sensitive and specific chromogenic reagent for silica gel thin-layer chromatographic detection and identification of indole derivatives” (英語). Journal of Chromatography A 132 (2):  267–276. doi:10.1016/S0021-9673(00)89300-0. ISSN 0021-9673. PMID 188858.
2. ↑  Darkoh, Charles; Chappell, Cynthia; Gonzales, Christopher; Okhuysen, Pablo (December 2015). Schloss, P. D.. ed. “A Rapid and Specific Method for the Detection of Indole in Complex Biological Samples” (英語). Applied and Environmental Microbiology 81 (23):  8093–8097. Bibcode: 2015ApEnM..81.8093D. doi:10.1128/AEM.02787-15. ISSN 0099-2240. PMC 4651089. PMID 26386049.
3. ↑  Gilbert, Sarah; Xu, Jenny; Acosta, Kenneth; Poulev, Alexander; Lebeis, Sarah; Lam, Eric (2018). “Bacterial Production of Indole Related Compounds Reveals Their Role in Association Between Duckweeds and Endophytes”. Frontiers in Chemistry 6:  265. Bibcode: 2018FrCh....6..265G. doi:10.3389/fchem.2018.00265. ISSN 2296-2646. PMC 6052042. PMID 30050896.
4. ↑  Matulis, Paulius; Kutraite, Ingrida; Augustiniene, Ernesta; Valanciene, Egle; Jonuskiene, Ilona; Malys, Naglis (January 2022). “Development and Characterization of Indole-Responsive Whole-Cell Biosensor Based on the Inducible Gene Expression System from Pseudomonas putida KT2440” (英語). International Journal of Molecular Sciences 23 (9):  4649. doi:10.3390/ijms23094649. ISSN 1422-0067. PMC 9105386. PMID 35563040.